# Szwadron Kawalerii KOP „Bystrzyce”

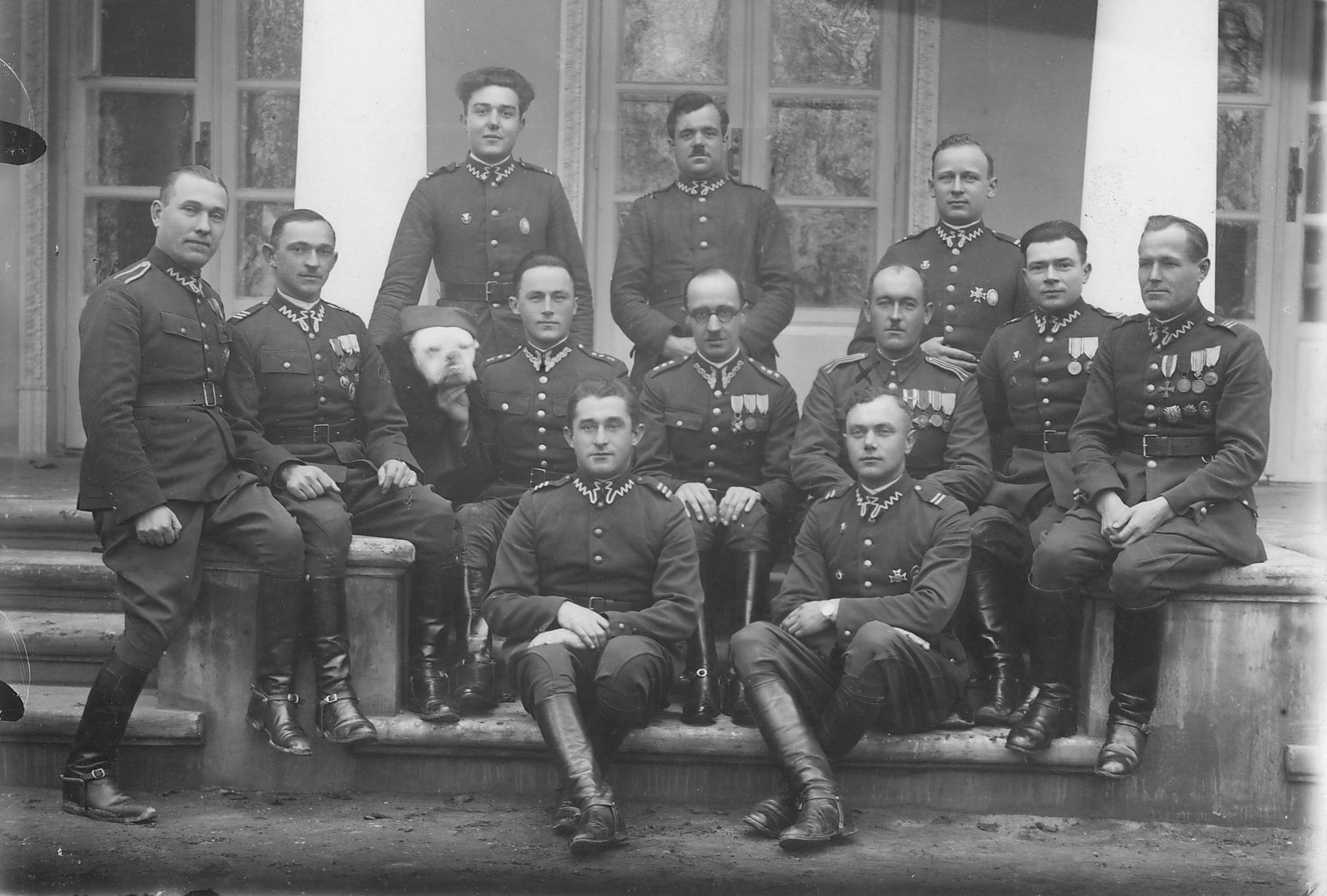
Oficerowie i podoficerowie szwadronu przed pałacem w Bystrzycach nad Słuczą, ok. 1936-1938.

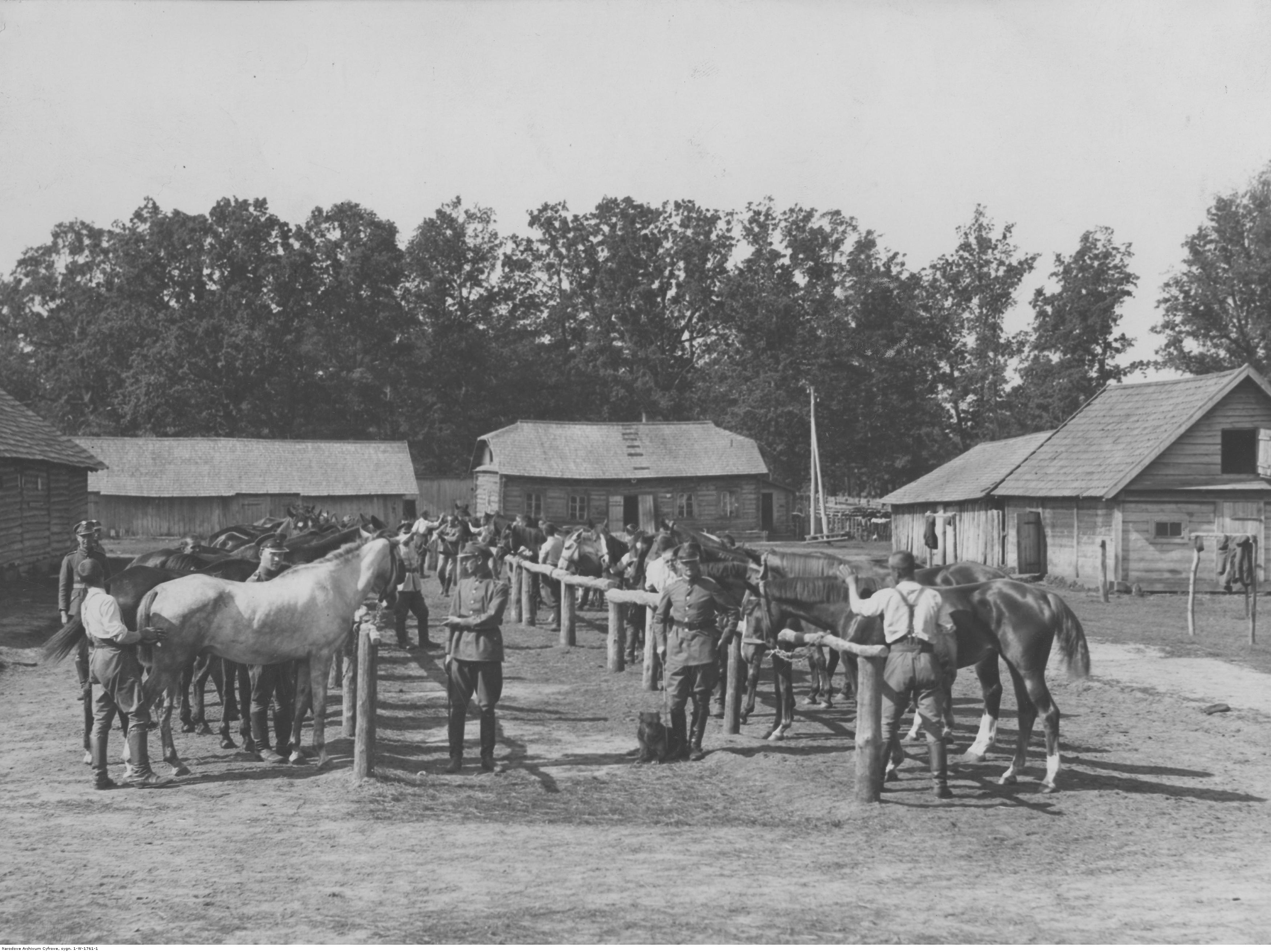
Ranne czyszczenie koni w 16 szwadronie KOP-u.

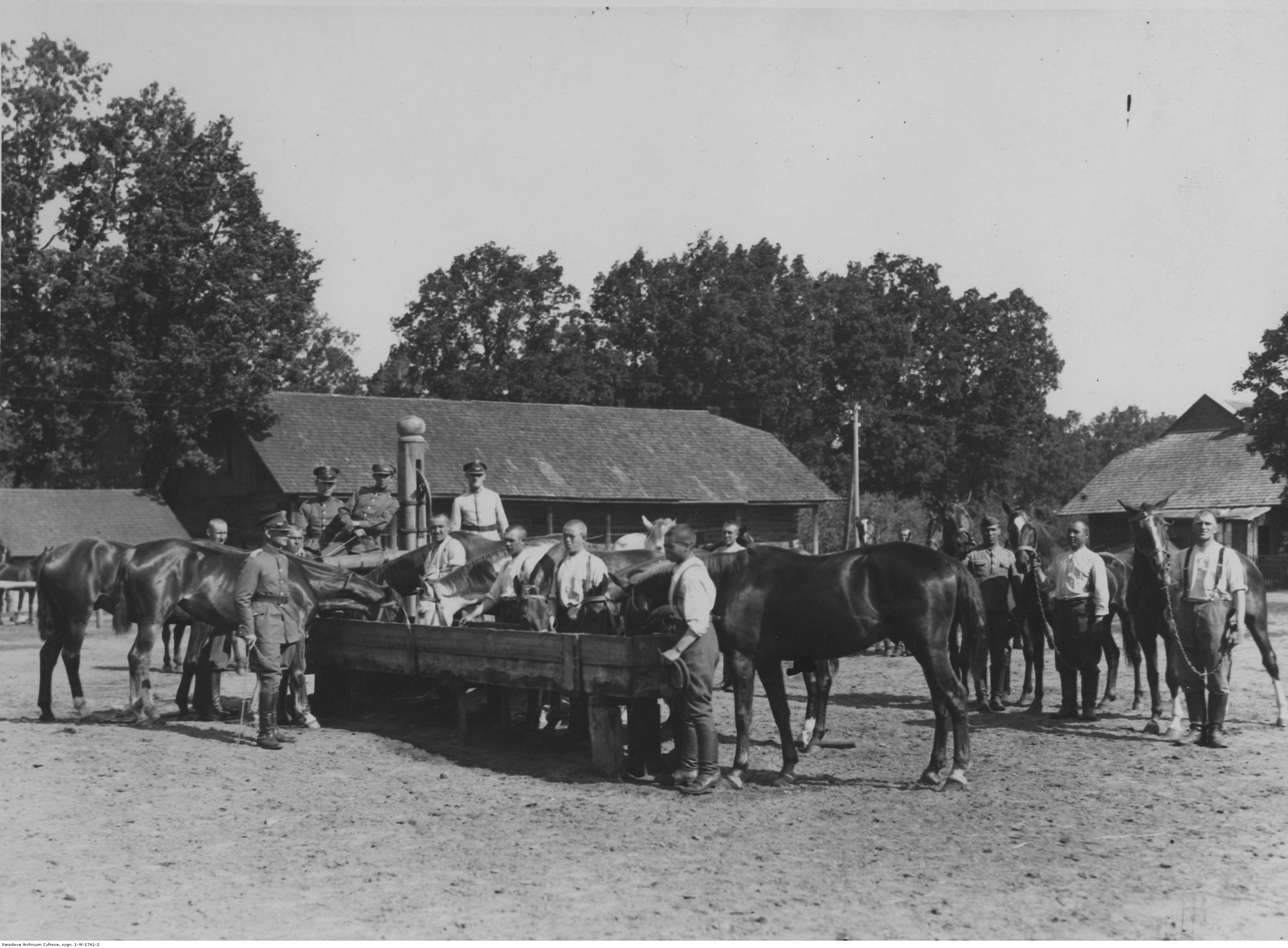
Pojenie koni w 16 szwadronie Korpusu Ochrony Pogranicza

Szwadron Kawalerii KOP „Bystrzyce” – pododdział kawalerii Korpusu Ochrony Pogranicza.

## Formowanie i zmiany organizacyjne
Na posiedzeniu Politycznego Komitetu Rady Ministrów, w dniach 21-22 sierpnia 1924, zapadła decyzja powołania Korpusu Wojskowej Straży Granicznej. 12 września 1924 Ministerstwo Spraw Wojskowych wydało rozkaz wykonawczy w sprawie utworzenia Korpusu Ochrony Pogranicza, a 17 września instrukcję określającą jego strukturę. W 1925, w składzie 5 Brygady Ochrony Pogranicza, rozpoczęto formowanie jednostki 16 szwadronu kawalerii. W skład szwadronu wchodzić miały cztery plutony liniowe i drużyna dowódcy szwadronu. Stany szwadronu były zbliżone do stanów szwadronów formowanych w 1924 . Jednostką formującą był 27 pułk ułanów .
Z dniem 14 marca 1925 został przeniesiony do Korpusu Ochrony Pogranicza na stanowisko dowódcy szwadronu rotmistrz 15 pułku Ułanów Poznańskich Czesław Buszkiewicz.
Szwadron był podstawową jednostką taktyczną kawalerii KOP. Zadaniem szwadronu było prowadzenie działań pościgowych, patrolowanie terenu, w dzień i w nocy, na odległości nie mniejsze niż 30 km, a także utrzymywanie łączności między odwodami kompanijnymi, strażnicami i sąsiednimi oddziałami oraz eskortowanie i organizowanie posterunków pocztowych. Wymienione zadania szwadron realizował zarówno w strefie nadgranicznej, będącej strefą ścisłych działań KOP, jak również w pasie ochronnym sięgającym około 30 km w głąb kraju. Szwadron był też jednostką organizacyjną, wyszkoleniową, macierzystą i pododdziałem gospodarczym .
W lipcu 1929 zreorganizowano kawalerię KOP. Zorganizowano dwie grupy kawalerii. Podział na grupy uwarunkowany był potrzebami szkoleniowymi i zadaniami kawalerii KOP w planie „Wschód”. Szwadron wszedł w skład grupy północnej. Przyjęto też zasadę, że szwadrony przyjmą nazwę miejscowości będącej miejscem ich stacjonowania. Obok nazwy geograficznej, do 1931 stosowano również numer szwadronu.
W 1934(?)1932roku dokonano kolejnego podziału szwadronów. Tym razem na trzy grupy inspekcyjne. Szwadron wszedł w skład grupy środkowej. Konie w poszczególnych szwadronach dobierano według maści. W szwadronie „Iwieniec” konie były gniade.
Latem 1936 przeniesiono szwadron kawalerii KOP „Lenin” z Lenina do Bystrzycy i nadano mu nową nazwę „szwadron kawalerii KOP «Bystrzyca»”. Szwadron włączony został w skład pułku KOP „Sarny” .
Jednostką administracyjną dla szwadronu był batalion KOP „Bereźne”.
W 1938 nastąpiła reorganizacja podporządkowania i struktur kawalerii KOP. Szwadrony zakwalifikowano do odpowiednich typów jednostek w zależności od miejsca stacjonowania. Szwadron zakwalifikowano do grupy I. Organizacja szwadronu kawalerii na dzień 20 listopada 1938 przedstawiała się następująco: dowódca szwadronu, szef szwadronu, drużyna ckm, drużyna gospodarcza, patrol telefoniczny i dwa plutony liniowe po cztery sekcje, w tym sekcję rkm . Liczył 2 oficerów, 1 chorążego, 6 podoficerów zawodowych, 2 podoficerów nadterminowych i 72 ułanów. Szwadron wchodził w skład pułku KOP „Sarny”. Do 17 września 1939 rozmieszczony był w pokojowym m.p..

## Walki szwadronu
W walkach odwrotowych z Armią Czerwoną:

Na wiadomość o wkroczeniu Armii Czerwonej, dowódca KOP gen. bryg. Wilhelm Orlik-Rückemann wydał 17 września w Dawidgródku rozkaz stawienia oporu i jednoczesnej koncentracji batalionów na zapleczu fortyfikacji na rzece Słucz, w rejonie Moroczna, Lubieszowa i Siedliszcza. Koncentracja miała być realizowana pod osłoną fortyfikacji obsadzonych przez pułk KOP „Sarny”. Szwadron utrzymał swoje pozycje na linii fortyfikacji do 19 września. Około godziny 14:00 dowódca pułku ppłk Sulik wydał rozkaz opuszczenia fortyfikacji. Szwadron maszerował w kolumnie południowej dowodzonej przez ppłk. art. Edwarda Czernego. W jej składzie maszerowały także: baon forteczny KOP „Małyńsk”, baon graniczny KOP „Bereźne”, resztki baonu fortecznego KOP „Osowiec”. Kolumna szła w kierunku na Stepań.
Ostatecznie, w rejonie Kuchecka Wola-Kuchcze-Chrapin-Moroczno, zebrało się około 8700 żołnierzy, w tym blisko 300 oficerów. Na podstawie rozkazu gen. bryg. Orlika-Rückemanna powstało tu improwizowane Zgrupowanie KOP. Szwadron wszedł w jego skład.
23 września dowódca zgrupowania zdecydował maszerować trzema oddzielnymi kolumnami w kierunku Włodawy. 23 i 24 września pododdziały atakowane były przez sowieckie lotnictwo. Rano 25 września w rejonie Kamienia Koszyrskiego, dokonano ponownej reorganizacji sił. Utworzono dwie kolumny. Utworzony został odwód zgrupowania: dywizjon artylerii i szwadron KOP „Bystrzyce”.
Zgrupowanie kontynuowało marsz w kierunku Szacka, który planowano osiągnąć w godzinach porannych 28 września. 26 września kolumna południowa przeszła przez Ratno osiągając rano 27 września rejon Krymna.
Kontynuując marsz w ciągu nocy z 27 na 28 września, poszczególne pododdziały osiągnęły las na wschód i południowy wschód od Szacka. W tym czasie nagminne stawały się dezercje żołnierzy pochodzących z terenów wschodnich.
Dowódca zgrupowania postanowił zdobyć Szack. W ciągu nocy z 27 na 28 września pododdziały wyszły na pozycję wyjściowe do natarcia. W pierwszym rzucie miał nacierać batalion KOP „Bereźne” i „Rokitno”, kompania „Tyszyca”. Lewe skrzydło zabezpieczał szwadron KOP „Bystrzyce”. Od strony Mielnik atakować miały pododdziały Brygady KOP „Polesie”. Za pododdziałami pierwszorzutowymi znajdowały się pododdziały specjalne i tyłowe. Stanowisko dowodzenia rozwinięto w Borowie.

## Żołnierze szwadronu
Dowódcy szwadronu
- rtm. Czesław Buszkiewicz[29] z 15 puł. (14 III 1925[30] – IV 1928[31])
- rtm. / mjr kaw. Edward Śniegocki (IV 1928[32] – IV 1933[33])[34]
- rtm. / mjr kaw. Józef Skrzypkowski (IV 1933 – VII 1935[35])
- rtm. Konstanty Kozłowski[e] (20 XI 1935 – był w XI 1937[34]  (1936 → dowódca szwadronu kawalerii KOP „Żurno”?)
- rtm. Wiktor Jakubowski z 5 puł. (1939[19][36])

Obsada personalna w marcu 1939
Ostatnia „pokojowa” obsada oficerska szwadronu
- dowódca szwadronu – rtm. Minecki Kazimierz
- oficer szwadronu – por. Kawecki Antoni Władysław